# جذب سطحی
برجذبش یا جذب سطحی (انگلیسی: Adsorption) فرایند جذب اتم‌ها یا مولکول‌های موجود در یک مایع یا گاز در تماس با یک سطح جامد است. این جذب بوسیله نیروهای چسبندگی و همدوسی روی می‌دهد.
جذب سطحی به دو نوع شیمیایی و فیزیکی تقسیم می‌شود، جذب سطحی فیزیکی با نیروهای سست بلندبرد مانند نیروی واندروالسی آغاز و با نیروهای نیرومند کوتاه‌برد مانندیونی و فلزی پایان می‌یابد و نیروی کووالانسی نیز جذب سطحی شیمیایی است که با انجام واکنش ایجاد می‌شود.
در جذب فیزیکی هرچه اختلاف دمای بین سطح جامد و مواد جذبی بیشتر باشد، جذب زودتر روی می‌دهد زیرا انرژی گرمایی مواد، نیروی محرکه جذب روی سطح است.

## ایزوترم‌های جذب سطحی
اندازه‌گیری میزان جذب سطحی در دمای ثابت انجام می‌گیرد. معیار اندازه‌گیری میزان جذب‌شونده روی جذب‌کننده بر حسب فشار برای جذب‌شوندهٔ گازی و بر حسب غلظت برای جذب‌شوندهٔ مایع است. ایزوترم‌های جذب رابطه‌های ریاضی‌اند که میزان مادهٔ جذب‌شده روی سطح را نشان می‌دهند. چهار ایزوترم جذب شناخته شده ازین‌قرارند:
- ایزوترم جذب لانگمویر
- ایزوترم جذب BET
- ایزوترم جذب تمکین
- ایزوترم جذب فروندلیش